# Frankfort Springs
Frankfort Springs es un borough ubicado en el condado de Beaver en el estado estadounidense de Pensilvania. En el año 2000 tenía una población de 130 habitantes y una densidad poblacional de 200.9 personas por km².

## Geografía
Frankfort Springs se encuentra ubicado en las coordenadas 40°28′49″N 80°26′27″O / 40.48028, -80.44083.

## Demografía
Según la Oficina del Censo en 2000 los ingresos medios por hogar en la localidad eran de $31,458 y los ingresos medios por familia eran $32,292. Los hombres tenían unos ingresos medios de $26,667 frente a los $26,042 para las mujeres. La renta per cápita para la localidad era de $12,776. Alrededor del 21.5% de la población estaba por debajo del umbral de pobreza.